# NGC 1182
NGC 1182 est une galaxie spirale située dans la constellation de l'Éridan. NGC 1182 a été découverte par l'astronome américain Ormond Stone en 1886. Cette même galaxie a été observée la même année par ce même astronome et elle a été aussi inscrite au catalogue NGC sous la désignation NGC 1205.

## Caractéristiques
Sa vitesse par rapport au fond diffus cosmologique est de 3 163 ± 35 km/s, ce qui correspond à une distance de Hubble de 46,6 ± 3,3 Mpc (∼152 millions d'al).
NGC 1182 est une galaxie du champ, c'est-à-dire qu'elle n'appartient pas à un amas ou un groupe et qu'elle est donc gravitationnellement isolée.